# ユルゲン・シュトラウプ
ユルゲン・シュトラウプ（Jürgen Straub、1953年11月3日 - ）は、旧東ドイツの陸上競技選手。1980年モスクワオリンピックの銀メダリストである。テューリンゲン州ヒルトブルクハウゼン郡出身。

## 経歴
シュトラウプは、1970年代から1980年頃にかけて活躍した男子中距離選手である。
シュトラウプは、1980年モスクワオリンピックの1500mに出場。この種目は、イギリスのセバスチャン・コーとスティーブ・オベットの2人の対決に注目が集まっていた。レースは2人の動きを伺いながら誰も先頭に出ようとしなかった。しかし、シュトラウプはこの雰囲気を察知、800mを過ぎ積極的に前に出て先頭を引っ張った。残り100mとなったところで、コーに追い抜かれたものの、食い下がるオベットを振り切って、2人に割り込む形で銀メダルを獲得した。
シュトラウプは、モスクワオリンピックの後現役を引退。彼が所属していたスポーツクラブのトレーナーとなった。しかし、東ドイツの崩壊に伴い失業してしまい。スポーツ製品の工場、保険会社での職に従事した。

## 自己ベスト
- 1500m - 3分33秒68 (1980年)

## 主な実績
| 年   | 大会                     | 場所                           | 種目  | 結果 | 記録      |
| ---- | ------------------------ | ------------------------------ | ----- | ---- | --------- |
| 1977 | ヨーロッパ室内陸上選手権 | サン・セバスティアン(スペイン) | 1500m | 1位  | 3分46秒5  |
| 1977 | IAAFワールドカップ       | デュッセルドルフ(西ドイツ)     | 1500m | 3位  | 3分37秒5  |
| 1978 | ヨーロッパ室内陸上選手権 | ミラノ(イタリア)               | 1500m | 3位  | 3分40秒2  |
| 1978 | ヨーロッパ陸上選手権     | プラハ(チェコスロバキア)       | 1500m | 7位  | 3分38秒9  |
| 1979 | IAAFワールドカップ       | モントリオール(カナダ)         | 1500m | 3位  | 3分46秒30 |
| 1980 | オリンピック             | モスクワ(ソビエト連邦)         | 1500m | 2位  | 3分38秒80 |